# 永中軟件
永中資訊有限公司為台裔美籍工程師曹參博士所創辦之中國軟體公司，主要產品為永中Office，為一款使用Java程式語言創作的套裝辦公軟體。其它产品还有科教之星等。永中資訊有限公司，由无锡新区经济发展集团总公司和百慕大EvermoreSoftware公司在2000年1月24日成立共同投资创立。雖然創辦人原為台灣籍，但目前營運重心則設於江蘇無錫。
永中Office是一款將辦公三大应用（文字处理、电子表格、简报制作）集成在單一用戶介面中的辦公軟體，真正实现了集成Office。永中Office是中國唯一拥有完全自主知识产权的通用办公软件。2006年11月，永中Office集成办公软件被评选为中國2006年信息产业重大技术发明。 2006年9月，永中集成Office被中国软件行业协会评为「2006中国十大创新软件产品」。
2008年，永中Office2009在办公软件中率先支持了中华人民共和国推行的UOF标准，其后发布的个人版首次以免费提供，以扩大市场占有率，而在此前，永中Office是唯一向个人用户收费的中国办公软件產品。
2009年，永中宣布开发网络Office（类Google文档、Zoho），并开展了小范围内测。
2010年，永中科技陷入与永中软件有限公司关于知识产权与“核高基”资助纠纷，随后进行重组。由于经营不善，永中科技面临巨额亏损，于2011年4月14日举行债权人会议，进行破产清算。

## 相關連結
- 永中软件官网 （页面存档备份，存于）（简体中文）
- 永中資訊 （页面存档备份，存于）（繁體中文）
- 永中資訊部落格（繁體中文）